# ماضي تام
الماضي التام (بالإنجليزية: past perfect)‏ هو زمن من أزمنة الماضي في اللغة الإنجليزية وهو أبعد أزمنة اللغة الإنجليزية وهناك زمن الماضي التام المستمر وهو أبعد أزمنة اللغة الإنجليزية أيضاً والفرق بين الاثنين أن الماضي التام حدث تم في الماضي وأنتهي وهو الحدث الأبعد في الجملة والماضي التام المستمر حدث تم في الماضي ولم ينتهي بعد ولكنه استمر الى نقطة ما من الماضي وهو الزمن المستمر الأبعد في الجملة.

## التكوين
يتكون الماضي التام من had + التصريف الثالث للفعل (PP) أي الفعل المساعد have ولكن في زمن الماضي فيكون الماضي من have هو had وبعد had نضيف التصريف الثالث للفعل (أي فعل في اللغة الإنجليزية).

## الفرق بين الماضي البسيط والماضي التام
وغالبًا عندما نذكر الماضي التام في الجملة فإننا نذكر الماضي البسيط في الجملة التي تليها والعكس صحيح،والفرق بين الماضي البسيط والماضي التام أن الماضي التام يكون أبعد من الماضي البسيط وهو يستخدم لترتيب أحداث في الماضي وهو في معظم الأحيان يستخدم مع الماضي البسيط لتكوين جملتين حدثوا في الماضي فيكون الحدث الأول ماضي تام والحدث الثاني ماضي بسيط.
أي إذا كان عندنا حدثان تموا أو انتهوا في الماضي وليس أياً منهم مستمر حتي الوقت الحاضر فإذا كنا نريد أن نتكلم عنهم ونوصفهم ونفرق بينهم ونقول أن هذا الحدث تم قبل الأخر فنقول الحدث الأول يكون في زمن الماضي التام لأنه الحدث الأبعد في أزمنة الماضي مثل الماضي البسيط وسيكون الحدث الثاني في زمن الماضي البسيط.
وكمثال فنقل:after I had played tennis,I took arest أي بعد ما قمت بلعب التنس قررت أن آخذ استراحة وذلك من شدة التعب وهنا جملتين ولكي نربط بين الجملتين نحتاج إلي رابط وهو رابط زمني والرابط هنا (after) معناها (بعد) وهو من الروابط التي تستخدم لربط جملتين تموا في الماضي الحدث الأول ماضي تام والحدث الثاني ماضي بسيط وكلمة (بعد) أو (after) لابد أن ياتي بعدها الحدث الأول دائما سواء قلنا باللغة العربية (بعد) أو after (باللغة الإنجليزية) أو ما يساوي كلمة (بعد) بأي لغة ثانية غير العربية والإنجليزية مثل الفرنسية أو الإسبانية على سبيل المثال، معني هذا أن كلمة بعد مهما كتبناها بأي لغة فكلها تعطي نفس المعني ألا وهو (بعد) فلابد بعد بكلمة (after) أو (بعد) أن يأتي بعدها الماضي التام.
ياتي بعد (after) الماضي التام وهو الحدث الأول ثم الجملة التي تليها ماضي بسيط وهي الحدث الثاني  فيكون الجملة الثانية ماضي بسيط والجملة الأول وهي الحدث الأول فيكون ماضي تام أي ان الجملة الاولي (الحدث أو الزمن الأول أو الأبعد) هي ماضي تام دائماً في أي جملة إنجليزية والجملة الثانية والثالثة والرابعة والخامسة ....إلي مالانهاية تكون ماضي بسيط دائماً.
أي أن (after) معناها (بعد) تستخدم لربط جملتين في زمن الماضي فياتي بعد (after) الحدث أو الزمن أو الجملة الأولي أو الأبعد وباتي بعد هذة الجملة الحدث الثاني و(after) يأتي بعدها الحدث الأول ماضي تام ثم الحدث الثاني ماضي بسيط، أما (before) فيأتي بعدها الزمن الثاني ماضي بسيط ثم الزمن الأول ماضي تام.

## أدوات ربط الماضي التام
وهناك كلمات مساوية ل(after) في التكوين أي حدث أول ثم ثان وهي when (عندما) وas soon as (بمجرد أن) وonce وthe moment وimmedintely after و , just after وكما هناك كلمات مساوية لأفتر (after) هناك كلمات مساوية لبيفور (before) أي ماضي بسيط ثم ماضي تام وهي by the time (قبل).